# Zoltán Berczik
Zoltán Berczik, né le 7 août 1937 à Novi Sad et décédé le 11 janvier 2011, est un joueur de tennis de table hongrois. Double champion d'Europe en simple, il est également plusieurs fois médaillé en championnats du Monde dans les compétitions par équipes ou en double.

## Biographie
Après avoir remporté sa première médaille lors des championnats d'Europe junior, une médaille d'argent en double, il obtient pour sa première participation aux Championnats du monde une médaille d'argent lors de la compétition par équipe, remportée par le Japon.
Il dispute l'année suivante les Championnats d'Europe. Il remporte trois titres, en simple face à son compatriote Elemer Gyetvai, en double mixte avec Gizi Farkas et lors de la compétition par équipe.
Lors du championnat du monde de Dortmund en 1959, il échoue en quart de finale en simple, puis en demi-finale en double et en double mixte, obtenant deux médailles de bronze. Il remporte également une médaille d'argent dans la compétition par équipe.
Lors de l'édition suivante des championnats d'Europe, il remporte trois nouveaux titres avec le simple, le double et la compétition par équipe.
Lors de sa troisième participation à un mondial, il remporte la médaille de bronze lors de la compétition par équipe, puis la médaille d'argent lors du double où il est associé à Ferenc Sidó.
Il remporte ensuite deux nouvelles médailles ave l'argent du simple et le bronze avec Peter Rozsa en double lors des championnats d'Europe de 1964.
Après sa carrière de joueur, il enchaine par une carrière d'entraîneurs, occupant un moment le poste d'entraîneur de la sélection de Hongrie. Il entraîne également des joueuses de son pays. Il entraîne également en club, le Vasutas SC Budapest. 
Il est également nommé vice-président de la fédération hongroise en 2001 puis plus tard nommé président honoraire de celle-ci.